# Izbiska (województwo wielkopolskie)
Izbiska – osada w Polsce położona w województwie wielkopolskim, w powiecie leszczyńskim, w gminie Rydzyna.
W latach 1975–1998 miejscowość administracyjnie należała do województwa leszczyńskiego.